# 1932년 동계 올림픽 영국 선수단
1932년 동계 올림픽 영국 선수단은 미국 레이크플래시드에서 개최된 1932년 동계 올림픽에 참가한 올림픽 영국 선수단이다.

## 피겨 스케이팅

### 여자
| 선수            | 종목      | CF | FS | 플레이스 | 점수   | 순위 |
| --------------- | --------- | -- | -- | -------- | ------ | ---- |
| 메건 테일러     | 여자 싱글 | 7  | 7  | 55       | 1911.8 | 7    |
| 세실리아 콜레지 | 여자 싱글 | 8  | 10 | 64       | 1851.6 | 8    |
| 몰리 필립스     | 여자 싱글 | 9  | 9  | 63       | 1864.7 | 9    |
| 조안 딕스       | 여자 싱글 | 11 | 11 | 75       | 1833.6 | 10   |

## 참조
- (ed.) George Lattimer (1932). 《Official Report III Olympic Winter Games Lake Placid 1932》 (PDF). III Olympic Winter Games Committee. 2008년 4월 10일에 원본 문서 (PDF)에서 보존된 문서. 2008년 6월 10일에 확인함.
- “Olympic Medal Winners”. 국제 올림픽 위원회. 2008년 6월 10일에 확인함.
- (영어) sports-reference.com